# Kommerzielle sexuelle Ausbeutung von Kindern
Kommerzielle sexuelle Ausbeutung von Kindern umfasst Kinderprostitution, Kinderpornographie, Kindersextourismus und Kinderhandel. Oft geht diese mit Nötigung und Gewalt gegen Kinder, wirtschaftlicher Ausbeutung, Zwangsarbeit und moderner Sklaverei einher.
Eine Deklaration des Weltkongresses gegen die kommerzielle sexuelle Ausbeutung von Kindern, der in Stockholm im Jahr 1996 stattfand, enthält folgende Aussage:
Sexueller Missbrauch durch Erwachsene und monetäre oder sachliche Kompensation hierfür, die an das Kind oder Dritte entrichtet wird. Dabei wird das Kind als sexuelles Objekt oder kommerzielles Objekt behandelt.
Es gehören auch Umstände zur sexuellen Ausbeutung von Kindern, bei denen der sexuelle Missbrauch nicht gestoppt oder gemeldet wird, weil andere Mitglieder eines Haushaltes vom Einkommen des Täters profitieren. Einige Experten vertreten die Auffassung, dass Zwangsheiraten, bei denen eine Partei unter dem Schutzalter ist, ebenfalls zu kommerzieller sexueller Ausbeutung von Kindern zählen. Die meisten Vergewaltigungen von Kindern finden jedoch nicht im kommerziellen Kontext statt. Auch häusliche Gewalt gegen Kinder ist meist nicht Teil dieses Themengebiets.
UNICEF ist der Meinung, dass sexuelle Ausbeutung „eine der schlimmsten Verletzungen der Rechte eines Kindes“ darstellt.

## Arten

### Pornographie
Pornographie ist ein internationales Milliardengeschäft. Sie umfasst Fotos, Bücher, Audiotapes, Videos und mehr, wobei das Internet erheblich zur Verbreitung beiträgt. Dort werden auch Kinder gezeigt, wie sie sexuelle Handlungen mit anderen Kindern, Erwachsenen oder anderen Objekten vornehmen. Dabei werden die Kinder Opfer von Ausbeutung, Vergewaltigung, Pädophilie und in Extremfällen auch von Mord. Kinderpornografie wurde bis 2009 nach Angaben des LKA München und dem Bund deutscher Kriminalbeamter über Tauschbörsen, E-Mail-Verteiler oder per Post vertrieben, Webseiten spielten demnach eine untergeordnete Rolle. Durch das Darknet gibt es zusätzliche Möglichkeiten der Verbreitung. Eine UN-Studie aus dem Jahr 2009 schätzte den mit Kinderpornografie weltweit erzielten Umsatz auf insgesamt 3 bis 20 Milliarden USD. Es finden sich aber keine Hinweise zur Herkunft dieser Zahl in der Studie.
Pornographie ist teilweise ein Einstiegspunkt in den Menschenhandel und in die Prostitution. Viele Zuhälter zwingen Kinder, bei pornographischen Aufnahmen mitzuwirken, um sie entsprechend zu konditionieren. Die Bilder und Filme können dann wiederum benutzt werden, um die Kinder zu erpressen oder Geld von Klienten einzufordern. Die folgende Tabelle soll zeigen, welche Faktoren bei der Kinderpornographie eine Rolle spielen.
|                          | International | National | Regional | Lokal |
| ------------------------ | --- | --- | --- | --- |
| Produktion               | hochmodernes audiovisuelles Equipment, professionelle Entwicklung, Massenproduktion, Kooperation                        | modernes audiovisuelles Equipment, professionelle Entwicklung und Produktion                                                    | Private Studios, professionelle Technik, Kooperation | meist in privaten Räumen |
| Qualität                 | hochwertig, mehrsprachig                                                                                                | hochwertig, englisch oder Landessprache                                                                                         | weniger hochwertiges Material | Niederwertigere Qualität |
| Distributionswege        | Internet, Kurier, Versand                                                                                               | Erotikgeschäfte, Post, direkter Verkauf.                                                                                        | Internet, Post, direkter Verkauf oder Tausch, Erotikgeschäfte | Direkter Verkauf oder Tausch, Versand. |
| Produzenten              | Syndizierte Pädophilenringe, Unternehmer und freiberufliche Fotografen.                                                 | Organisierte Kriminelle und freiberufliche Fotografen.                                                                          | Hauptsächlich freiberufliche Pornoproduzenten, mit Hilfe von lokalen Zuhältern und Pädophilen. | Pädophile aus der Nachbarschaft, Sexringe und Zuhälter. |
| Verschleierungstechniken | Mobile Produktions- und Entwicklungsstätte, gefälschte Identitäten, Briefkastenadressen oder getarnter Versand, Darknet | Nutzung von Zwischenhändlern für regelmäßige Einkäufe, mobile Produktions- und Entwicklungsstätten.                             | Häufig wechselnde gefälschte Identitäten der Pornoproduzenten | Häufig gefälschte Identitäten, Darknet |
| Status                   | Weit zugänglich, einiges durch Werbung im Internet. Teilweise aus Industriestaaten                                      | Sehr stabile Industrie, obwohl die Produktion immer wieder von Behörden unterbrochen wird. Auch Weiterverkauf in andere Länder. | Nur sehr schwer proaktiv zu unterbinden. Zuhälter und Pornoproduzenten benutzen jugendliche Prostituierte und sexuell missbrauchte Kinder als Modelle. Die Aufnahmen werden oft später auch in anderen Ländern sichergestellt. Die angebliche oder tatsächliche Einwilligung der Eltern gibt ihnen oft einen Grund, das Verbrechen mit zu vertuschen. Oft wird auch "legales" suggestives Material produziert, das an der Grenze zur Kinderpornografie liegt. | Pornographie, die lokal produziert wird, ist ein essentieller Bestandteil der pädophilen Subkultur. Meist wird diese bei Polizeidurchsuchungen oder Routineuntersuchungen von Postsendungen entdeckt. |

### Prostitution
Circa 80 Prozent der volljährigen Prostituierten haben mit der Prostitution als Minderjährige begonnen, oft zwischen dem elften und vierzehnten Lebensjahr. Kinder, die zur Prostitution gezwungen werden, erfahren irreparable körperliche und mentale Schäden. Oft treten ungewollte Schwangerschaften auf. Sexuell übertragbare Krankheiten sind auch häufig. Prostituierte werden oft nicht von der Polizei beschützt, sondern als Kriminelle behandelt.

### Kindersextourismus
Sextourismus und Menschenhandel können Einkommen für das Zielland generieren. Dieses kann neben Korruption teilweise erklären, weshalb in einigen Ländern Menschenhändler ein leichtes Spiel haben. Einige Reiseagenturen bieten Informationen und Touren für "exotische Unterhaltung" an, was Klienten zusätzlich antreibt, für sexuelle Zwecke zu reisen. Sextourismus bringt Geld in schlecht entwickelte Länder, in denen die sexuelle Ausbeutung von Frauen und Kindern von einkommensschwachen Familien mithin als notwendige Einkommensquelle betrachtet wird.

### Kinderhandel
Kinderhandel und kommerzielle sexuelle Ausbeutung von Kindern überschneiden sich manchmal. Dies beruht darauf, dass Kinder, die in den Menschenhandel geraten, oft sexuell ausgebeutet werden. Trotzdem werden nicht alle Kinder, die gehandelt werden, zum Opfer sexueller Ausbeutung. Außerdem stellt sexueller Missbrauch von gehandelten Kindern nicht unbedingt kommerzielle sexuelle Ausbeutung von Kindern dar. Des Weiteren werden alle sexuellen Handlungen, die kommerziell verrichtet werden, als Teil des Themengebiets gesehen, egal ob das Opfer auch gehandelt wurde oder nicht.

## Ursachen
Die Nachfrage und das Angebot von Kindern in der Sexindustrie ist stark von den Strukturen eines Landes abhängig. Kevin Bales sagte, dass die Steigerung der Zahl von Kindern, die in die Prostitution verkauft werden, eine Konsequenz der industriellen Transformation eines Landes sei. Mädchen, die in Thailand verkauft werden, kommen meistens aus den nördlichen Regionen des Landes, in denen die Familien auf Ernteerträge angewiesen sind, um zu überleben. Dort werden Töchter oft als Waren gesehen.
Auch die Globalisierung und der damit größere Markt, auf dem Kinder verkauft werden können, hat dazu beigetragen, dass der kommerzielle sexuelle Missbrauch von Kindern zugenommen hat. Für extrem arme Familien stellen die für Kinder gezahlten Beträge oft kaum ausschlagbare Summen dar. Oft wissen die Familien auch nicht, wohin sie ihre Kinder genau verkaufen.
Die weltweite Errichtung von Militärbasen und große Bauprojekte in Entwicklungsländern sind auch Faktoren, die dort die sexuelle Ausbeutung von Kindern verstärken. Hier können Kinder leicht für große Summen verkauft werden, meistens an Männer aus Industrieländern.
Wenn eine Familie einmal eine Tochter an ein Bordell verkauft hat, ist es wahrscheinlich, dass sie jüngere Töchter später auch verkauft. Es ist einfacher, die jüngeren Schwestern dazu zu bringen, da sie von dem Geld und der Kleidung der älteren Schwestern beeindruckt sind. Sie begeben sich in die Prostitution, ohne zu wissen, welche Konsequenzen das haben wird.

## Gefahren und Konsequenzen
Kinder, die in Pornographie, Bordellen und dem Menschenhandel ausgebeutet werden, haben ein hohes Risiko an sexuell übertragbaren Krankheiten zu erkranken, Gewalt zu erleiden oder psychisch zu erkranken. Untersuchungen haben ergeben, dass „fünfzig bis neunzig Prozent der Kinder in Bordellen in Südostasien mit HIV infiziert sind“. Oft werden Kinder, die in die Sexindustrie verkauft wurden, solange geschlagen und vergewaltigt, bis sie so gebrochen sind, dass sie nicht mehr versuchen zu fliehen. Körperliche Folgen können Unfruchtbarkeit, Gebärmutterhalskrebs, Körperverletzung und manchmal der Tod sein. Ab einem bestimmten Zeitpunkt gibt es auch oft ungewollte Schwangerschaften. Die meisten Kinder entwickeln eine Dissoziation (Trennung der psychischen Wahrnehmung vom Körper). Viele Kinder beginnen damit, sich wertlos zu fühlen. Einige haben Selbstmordgedanken. Andere psychische Folgen sind Schlaf- und Essstörungen, Verwirrtheit über die Geschlechtsidentität und die eigene Sexualität sowie Hysterie.
Neben körperlichen und psychischen Folgen haben viele auch Angst vor der Polizei und dem Justizsystem.

## Häufigkeit
Während es nicht möglich ist, das Ausmaß von kommerzieller sexueller Ausbeutung von Kindern voll zu erfassen, da sie sich in der Illegalität abspielt, schätzt die internationale Arbeitsorganisation, dass im Jahr 2003 1,8 Millionen Kinder in der Prostitution und der Pornographie ausgebeutet wurden.
UNICEF und der Bevölkerungsfonds der Vereinten Nationen schätzen, dass zwei Millionen Kinder pro Jahr in der Prostitution und der Pornographie ausgebeutet werden.

## Nichtregierungsorganisationen

### ECPAT
ECPAT (end child prostitution and trafficking/Beendet Kinderprostitution und -handel) ist eine Nichtregierungsorganisation (NGO) mit dem Ziel, Kinder zu retten, die sexuell ausgebeutet werden. Ihre Vision ist eine Welt frei von Ausbeutung von Kindern. Einer ihrer ersten Erfolge war der erste Weltkongress gegen sexuelle Ausbeutung von Kindern, welcher von der schwedischen Regierung ausgerichtet wurde. Auf dem Kongress wurde ein Aktionsplan im Rahmen der Konvention zu den Rechten des Kindes entwickelt.
ECPAT unterstützte auch die Gründung von anderen Organisationen und Programmen zum Beispiel in Thailand. Außerdem gibt ECPAT Forschungsberichte zur sexuellen Ausbeutung von Kindern heraus.
ECPAT rät Reisenden dazu, nur über Reiseunternehmen zu buchen, die den Code of Conduct for the protection of children from sexual exploitation in travel and tourism (Verhaltenskodex zum Schutz von Kindern vor sexueller Ausbeutung bei Reisen und Tourismus) ratifiziert haben.

### World Vision

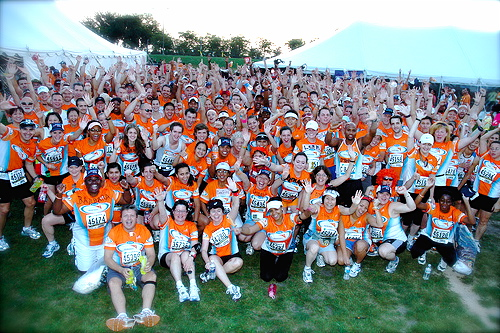
Team von Chicago World Vision

World Vision setzt sich für die Bildung von Kindern ein, die leicht Opfer für Menschenhändler werden könnten. Die Organisation unterrichtet Kinder darin, welche Tricks verwendet werden, um sie in die Sklaverei zu führen. Außerdem erfahren die Kinder auch, was Menschenhandel bedeutet und welche Konsequenzen er umfasst. Bei World Vision können Menschen sich engagieren, indem sie ein Kind sponsern, Gesetzgeber dazu auffordern Gesetze zu ändern, sich freiwillig bei Events engagieren und vieles mehr.

## Internationale Abkommen
Alle Staaten der Vereinten Nationen außer der USA haben die UN-Kinderrechtskonvention ratifiziert. Artikel 34 dieser Konvention bindet Länder daran, dafür zu sorgen, dass Kinder nicht gezwungen oder angespornt werden, illegale sexuelle Handlungen auszuführen oder in Prostitution und Pornographie aktiv zu sein. Die Mehrheit aller Staaten hat ebenfalls das zusätzliche optionale Protokoll zum Verkaufen von Kindern, Kinderprostitution und Kinderpornographie unterzeichnet. Dort werden detailliertere Verpflichtungen in Bezug auf den Schutz von Kindern aufgeführt, wie Regeln zur Berichterstattung und Überwachung.
Ziel dieses zusätzlichen Protokolls ist es auch, verlässliche Daten zur sexuellen Ausbeutung von Kindern zu erhalten. Der Weltbericht aus dem Jahr 2012 zum Menschenhandel zeigt, dass nach der Einführung des Protokolls in der Hälfte der Länder, die zuvor keine ausreichenden Gesetze zur sexuellen Ausbeutung von Kindern hatten, diese Gesetze nun entstanden waren. Außerdem nahm die Zahl von Verurteilungen in diesem Bereich zu.
Neben dem Protokoll wurde auch ein weltweiter Aktionsplan implementiert. Dieser Plan umfasst die Stärkung der Strafverfolgungsbehörden, indem sie besser geschult werden, wie sie Opfer erkennen können, ihre Ermittlungen verstärken können und korrupte Teile des Staatssystems rechtlich verfolgen und bestrafen können.

## Prävention durch Bildung

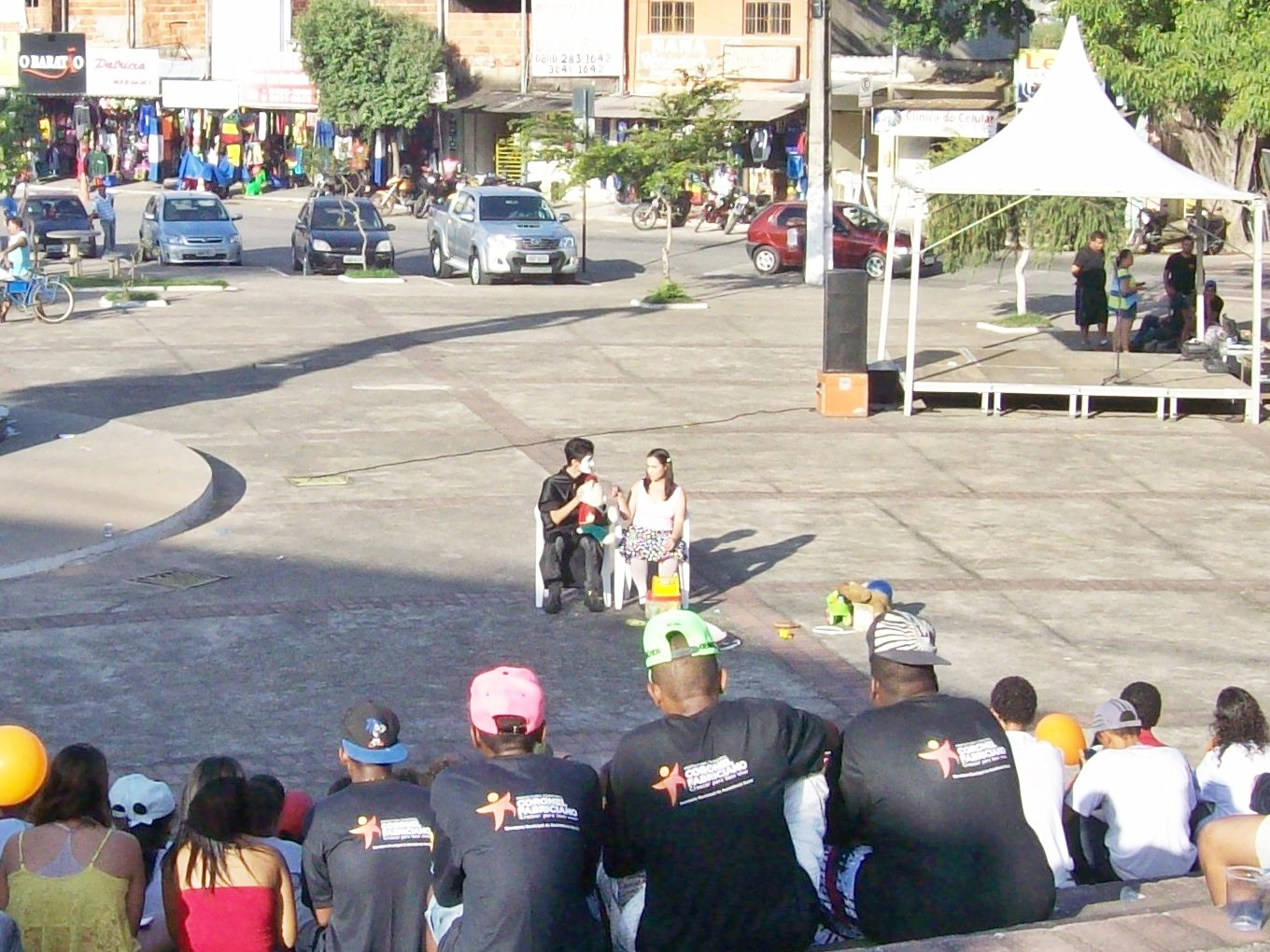
Theater über sexuelle Gewalt an Kindern in Coronel Fabriciano, Brazil

Durch Bildung kann der sexuellen Ausbeutung von Kindern vorgebeugt werden. World Vision ist eine der führenden Organisationen in der Bildung von Mädchen über die Gefahren und Konsequenzen des Menschenhandels. Des Weiteren ist das Training der Polizei ein wichtiger Bestandteil. Dieses kann zum Beispiel verbessern, wie Opfer besser identifiziert werden können. Die Allgemeinheit muss auch darüber informiert werden, welche schädlichen Folgen die sexuelle Ausbeutung von Kindern für alle hat, um die Einstellung der Konsumenten zu ändern. Einige sind der Meinung, dass öffentliche Schließungen von Unternehmen, die Sextouren anbieten, ein wirksames Abschreckungsmittel darstellen würden. Daneben werden potenzielle Opfer darüber aufgeklärt, welche Vorwände und Tricks Zuhälter verwenden. Das zuvor erwähnte Protokoll hält Staaten ebenfalls dazu an, Präventivmaßnahmen umzusetzen. Dazu gehört die Bildung von Familien darüber, welche Gefahren von Sextourismus und Menschenhandel ausgehen.